# Comisión de Energía Atómica de los Estados Unidos
La Comisión de Energía Atómica de los Estados Unidos (en inglés: United States Atomic Energy Commission, AEC) fue una agencia del Gobierno de los Estados Unidos fundada después de la Segunda Guerra Mundial por el congreso para fomentar y controlar el desarrollo temporal de paz de tecnología y ciencia atómica. El presidente Harry S. Truman firmó el 1 de agosto el Acta de Energía Atómica, también conocido como el Acta de McMahon, transfiriendo el control de energía atómica de manos militares a manos civiles, puesta en vigor el 1 de enero de 1947.

## Historia
Esta acción reflejó el optimismo estadounidense en la postguerra, con el Congreso declarando que la energía atómica no solo debe ser empleada en forma de armas nucleares para la propia defensa de la nación, sino también para promover la paz mundial, mejorar el bienestar público y fortalecer la libre competencia en el sector privado. La firma fue la culminación de largos meses de intenso debate entre los políticos, los proyectistas militares y los científicos atómicos por la suerte de esta nueva fuente de energía. El Presidente Truman nombró a David Lilienthal como primer Presidente de la Comisión de Energía Atómica.
El Congreso dio a la nueva Comisión civil extraordinarios poderes e independencia para llevar a cabo su misión. Para facilitar a la Comisión una excepcional libertad en la contratación de científicos y profesionales, los empleados de la comisión estaban excluidos del servicio civil del gobierno. Debido a la gran necesidad de seguridad, todas las instalaciones de producción y los reactores nucleares serían propiedad del gobierno, mientras que toda la información técnica y los resultados de la investigación estarían bajo el control de la Comisión. El Laboratorio Nacional estableció el sistema de las instalaciones aprobadas en el marco del Proyecto Manhattan. El Laboratorio Nacional de Argonne fue uno de los primeros laboratorios homologado en virtud de esta legislación como una instalación operada por un contratista dedicado al cumplimiento de la nueva misión por parte de la Comisión.
Antes de que fuera creada la Comisión Regulatoria Nuclear de Estados Unidos, la regulación nuclear era de completa responsabilidad de la Comisión de Energía Atómica, que el Congreso estableció por primera vez en el Acta de Energía Atómica de 1946. Ocho años más tarde, el Congreso reemplazó la ley con el Acta de Enmiendas de la Energía Atómica de 1954, en la que por primera vez hizo que el desarrollo comercial de la energía nuclear fuese posible. El acta asignó a la Comisión de Energía Atómica las funciones de fomento en la utilización de la energía nuclear y la regulación de su seguridad. Los programas reguladores de la Comisión de Energía Atómica procuraron asegurar la salud pública y la seguridad en torno a los peligros de la energía nuclear sin imponer exigencias excesivas que inhibirían el crecimiento de la industria. Esta fue una meta difícil de alcanzar, sobre todo en una nueva industria, y en un plazo breve de los programas de la Comisión de Energía Atómica despertaron una considerable controversia. Un número cada vez mayor de críticos durante la década de los años 60 acusaron y cargaron con el hecho de que las regulaciones de la Comisión eran insuficientemente rigurosas en varias zonas importantes, incluidas las normas de protección radiológica, seguridad de los reactores nucleares y la protección del medio ambiente.
Por 1974, los programas regulatorios de la Comisión habían recibido tales ataques que el Congreso decidió abolir la agencia. Los partidarios y los detractores de la energía nuclear estaban de acuerdo en que la promoción y los deberes regulatorios de la Comisión deberían asignarse a diferentes organismos. El Acta de Reorganización de Energía de 1974 aplicó la función reguladora de la Comisión de Energía Atómica en la Comisión Regulatoria Nuclear de Estados Unidos, que comenzó sus operaciones el 19 de enero de 1975, y estableció funciones de promoción dentro de la Administración de Investigación y Desarrollo de Energía, que más tarde fue integrada al Departamento de Energía de los Estados Unidos.

## Presidentes de la Comisión de Energía Atómica
| Periodo   | Nombre               | Presidente de los Estados Unidos               |
| --------- | -------------------- | ---------------------------------------------- |
| 1946-1950 | David E. Lilienthal  | Harry S. Truman                                |
| 1950-1953 | Gordon Dean          | Harry S. Truman                                |
| 1953-1958 | Lewis Strauss        | Dwight D. Eisenhower                           |
| 1958-1960 | John A. McCone       | Dwight D. Eisenhower                           |
| 1961-1971 | Glenn T. Seaborg     | John F. Kennedy, Lyndon Johnson, Richard Nixon |
| 1971-1973 | James R. Schlesinger | Richard Nixon                                  |
| 1973-1974 | Dixy Lee Ray         | Richard Nixon                                  |